# مارسين كامينسكي (لاعب شطرنج)
مارسين كامينسكي (بالبولندية: Marcin Kamiński)‏ هو لاعب شطرنج بولندي، ولد في 10 مارس 1977 في فروتسواف في بولندا.

## وصلات خارجية
- مارسين كامينسكي على موقع الاتحاد الدولي للشطرنج (الإنجليزية)
- مارسين كامينسكي على موقع مباريات الشطرنج (الإنجليزية)
- مارسين كامينسكي على موقع 365Chess.com (الإنجليزية)
- مارسين كامينسكي على موقع Chesstempo.com (الإنجليزية)
- مارسين كامينسكي على موقع الاتحاد الأمريكي للشطرنج (الإنجليزية)
- مارسين كامينسكي سجل أولمبياد الشطرنج على موقع OlimpBase.org (الإنجليزية)